# Scopula subcandida
Scopula subcandida là một loài bướm đêm trong họ Geometridae.